# Trockenlacktechnik
Die Trockenlacktechnik (chinesisch 夾紵 / 夹纻, Pinyin jiazhu, auch 夾紓 / 夹纾,  jiashu oder 挟纻,  xiezhu genannt; jap. 夾紵, kyōcho bzw. als häufigeres Fachwort: 乾漆, kanshitsu, dt. „Trockenlack“; engl. dry-lacquer) bezeichnet eine Methode zur Modellierung von Skulpturen, den Trockenlack-Figuren.
Dabei wird zunächst eine Tonskulptur als Model (chinesisch 胎, Pinyin tai) gefertigt (auch mit Holzmodeln bzw. -kernen, jap. mokushin kanshitsu (木心乾漆), werden sie hergestellt), dann wird diese an der Außenseite mit Lack (der Lack ist der Rindensekret des Lackbaums) eingestrichenem Leinen (mabu) beklebt. Man wartet bis der Lack getrocknet ist. Sie wird dann mehrmals mit Lack eingestrichen. Zum Schluss zieht man den Tonmodel heraus, deswegen wird das Ergebnis auch „leergezogene Statue“ (chinesisch 脱空像, Pinyin tuokongxiang) genannt. Eine so modellierte Statue ist nicht nur sehr weich und lebensecht, sondern auch leicht.

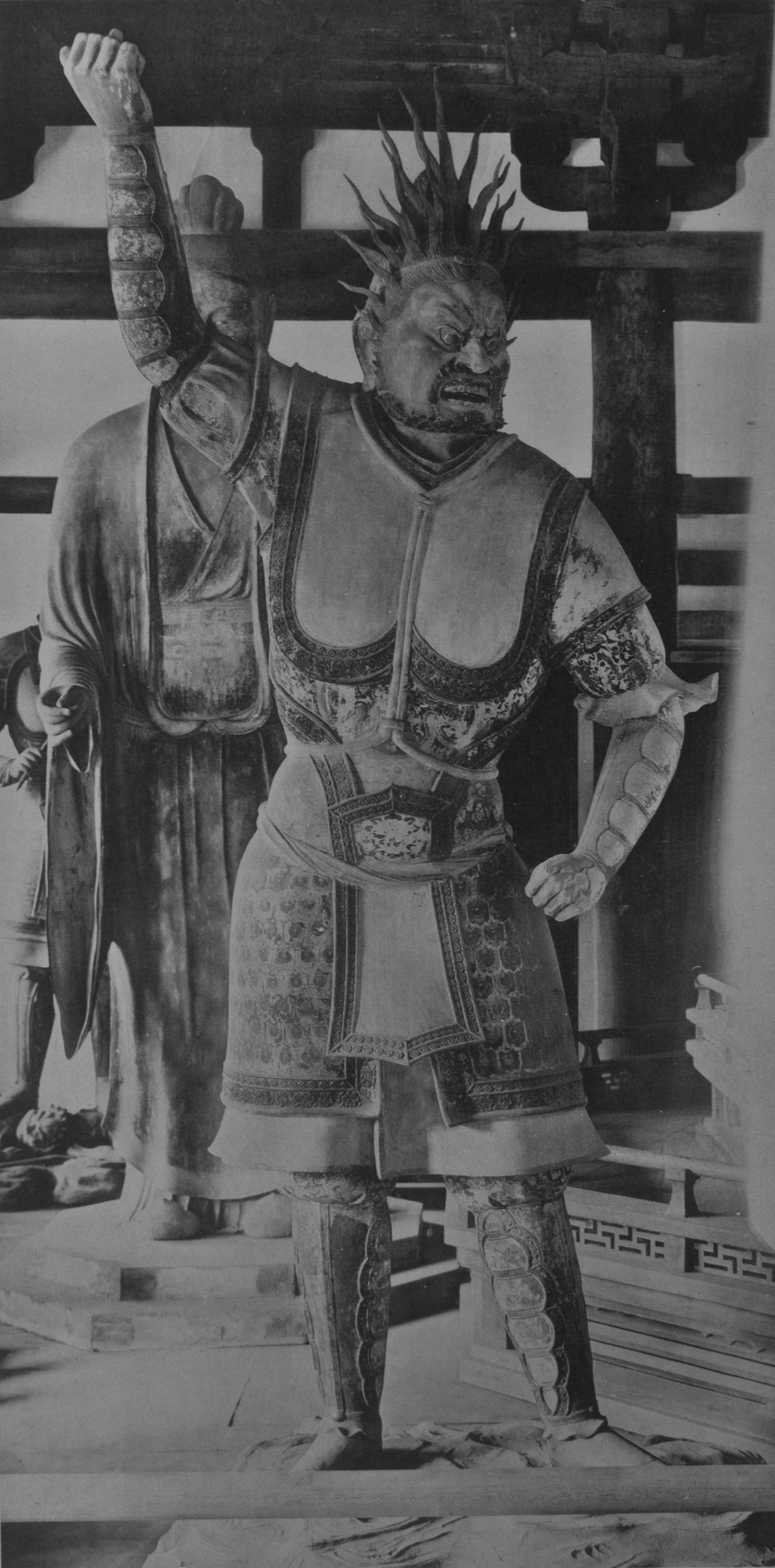
Nationalschatz Japans (Skulpturen): Tempeltorwächter Kongō Rikishi in Tōdai-ji, aus der Nara-Zeit (710–794).

Wang Renyu (王仁裕; 880–956) schreibt in seinen im Taiping guangji zitierten Gesprächen in der Jadehalle (玉堂闲话,  Yutang xianhua):

“曾游洪州信果观，见三宫殿内功德塑像，是玄宗时夹纾，制作甚妙。”

„Ich besuchte den (daoistischen Tempel) Xinguoguan in Hongzhou (heute Nanchang, Provinz Jiangxi), dort sah ich in der Sanguan-Halle (Drei Beamten/Herrscher-Halle) die Statuen von Verdienstvollen und Tugendhaften aus der Xuanzong (ein Tang-Kaiser)-Zeit nach der jiashu-Methode hergestellt, es waren sehr feine Arbeiten.“

Eine im Trockenlackverfahren angefertigte Statue von Huineng (慧能) befindet sich im Nanhua-Tempel in Shaoguan, Provinz Guangdong. Nach dem Tod von Jianzhen (oder Ganjin; 688–763) in Japan fertigten Schüler eine solche Statue von ihm. Viele kanshitsu befinden sich unter den Skulpturen der japanischen Denkmalsliste. Im Tempel des weißen Pferdes (chinesisch 白马寺, Pinyin Báimǎ Sì) in Luoyang in der chinesischen Provinz Henan befinden sich Skulpturen aus der Zeit der Mongolen-Dynastie.

### Nachschlagewerke
- Cihai („Meer der Wörter“), Shanghai cishu chubanshe, Shanghai 2002, ISBN 7-5326-0839-5